# Un fidanzato per mia moglie
Un fidanzato per mia moglie è un film del 2014 diretto da Davide Marengo, basato sulla commedia argentina Un novio para mi mujer del 2008, interpretato da Geppi Cucciari e da Luca e Paolo.

## Trama
Camilla lascia la Sardegna, le sue amiche e il suo lavoro di speaker radiofonico per sposarsi e andare a vivere a Milano con Simone, che lavora per una concessionaria automobilistica. Dopo poco tempo, il loro matrimonio inizia ad entrare in crisi. Esausto della situazione e del carattere pesante della moglie, Simone decide di chiedere la separazione. Non riuscendo a trovare il coraggio di farlo, ingaggia un famoso playboy, soprannominato "il falco", per sedurre la moglie e farsi lasciare da lei. Quando Simone si rende conto che la moglie ha altri interessi, capisce di amarla ancora e cerca di riconquistarla.

## Distribuzione
Il film è uscito nelle sale italiane il 30 aprile 2014.